# 8839 Novichkova
8839 Novichkova eller 1989 UB8 är en asteroid i huvudbältet som upptäcktes den 24 oktober 1989 av den ryska astronomen Ljudmila Tjernych vid Krims astrofysiska observatorium på Krim. Den är uppkallad efter läkaren och hematologen Vera Novitjkova.
Asteroiden har en diameter på ungefär tolv kilometer och den tillhör asteroidgruppen Hygiea.